# Angelique van der Meet
Angelique van der Meet ('s-Heer Abtskerke, 20 februari 1991) is een voormalig tennisspeelster uit Nederland. Van der Meet begon met tennis toen zij zeven jaar oud was. Haar favoriete ondergrond is gravel. Zij speelt rechtshandig. Zij was actief in het internationale tennis van 2008 tot en met 2015.

## Loopbaan
Van der Meet trainde bij Junior Top Tennis in Halsteren en doorliep de havo. Bij de junioren won zij twee ITF-toernooien in het enkelspel en twee in het dubbelspel. In juni 2010 won Van der Meet haar eerste toernooi bij de volwassenen: het ITF-toernooi van Apeldoorn. In totaal won zij vier ITF-enkelspeltitels, de laatste in 2012 in Breda.
In 2013 maakte Van der Meet deel uit van het Nederlandse Fed Cup-team – zij behaalde daar een winst/verlies-balans van 2–0 in het dubbelspel samen met Bibiane Schoofs.

## Posities op deWTA-ranglijst
Positie per einde seizoen:
| jaar | rang enkelspel | rang dubbelspel |
| ---- | -------------- | --------------- |
| 2009 | 688            | 832             |
| 2010 | 390            | 525             |
| 2011 | 506            | 938             |
| 2012 | 271            | 615             |
| 2013 | 328            | 363             |
| 2014 | 535            | 611             |

## Palmares

### Gewonnen ITF-toernooien enkelspel
| nr. | finale     | toernooi   | dotatie  | tegenstandster in finale | score    |
| --- | ---------- | ---------- | -------- | ------------------------ | -------- |
| 1.  | 2010-06-13 | Apeldoorn  | $ 10.000 | Kiki Bertens             | 7-5, 6-3 |
| 2.  | 2010-07-24 | Knokke     | $ 10.000 | Sofie Oyen               | 6-2, 6-0 |
| 3.  | 2010-09-05 | Middelburg | $ 10.000 | Lesley Kerkhove          | 6-1, 6-3 |
| 4.  | 2012-07-01 | Breda      | $ 10.000 | Agnese Zucchini          | 6-2, 6-4 |

### Gewonnen ITF-toernooien dubbelspel
| nr. | finale     | toernooi   | dotatie  | partner              | tegenstandsters in finale                         | score            |
| --- | ---------- | ---------- | -------- | -------------------- | ------------------------------------------------- | ---------------- |
| 1.  | 2010-07-24 | Knokke     | $ 10.000 | Bernice van de Velde | Elyne Boeykens Nicky Van Dyck                     | 6-1, 6-3         |
| 2.  | 2013-04-07 | Jackson    | $ 25.000 | Ilona Kremen         | María Fernanda Álvarez Terán Verónica Cepede Royg | 6-3, 6-4         |
| 3.  | 2014-07-06 | Middelburg | $ 25.000 | Bernice van de Velde | Veronika Koedermetova Jevgenia Rodina             | 7-6, 3-6, [10-5] |

### Gewonnen juniorentoernooien enkelspel
| nr. | finale     | toernooi | categorie | tegenstandster in finale | score    |
| --- | ---------- | -------- | --------- | ------------------------ | -------- |
| 1.  | 2008-02-23 | Almere   | 4         | Lucia Kovarčíková        | 7-6, 6-1 |
| 2.  | 2009-06-20 | Halle    | 2         | Gabriela Dabrowski       | 7-5, 6-4 |

### Gewonnen juniorentoernooien dubbelspel
| nr. | finale     | toernooi         | categorie | partner            | tegenstandsters in finale       | score    |
| --- | ---------- | ---------------- | --------- | ------------------ | ------------------------------- | -------- |
| 1.  | 2007-09-01 | Esch-sur-Alzette | 4         | Sabine van der Sar | Gally De Wael Anouk Delefortrie | 6-0, 6-3 |
| 2.  | 2009-02-12 | Santiago         | 2         | Stephanie Cornish  | Elizabeth Abanda Emma Onila     | 6-0, 6-1 |